# گاگیک ماناسیان
گاگیک زالیکی ماناسیان (ارمنی: Գագիկ Զալիկի Մանասյան؛ زادهٔ ۱۶ اوت ۱۹۵۵) یک لغت‌شناس و کارشناس علوم پرورشی اهل ارمنستان است که از تاریخ ۲۹ آوریل ۲۰۱۱ تا تاریخ سمت عضویت شورای عمومی جمهوری ارمنستان را برعهده داشت.

## زندگی‌نامه
در ۱۶ اوت ۱۹۵۵ در روستای گارنی به دنیا آمد و از دانشکده لغت‌شناسی دانشگاه دولتی ایروان (۱۹۷۹) و دانشگاه دولتی علوم پرورشی خاچاطور آبوویان ارمنستان (۲۰۰۶) فارغ‌التحصیل شد. وی در اتحادیه نویسندگان ارمنستان، وزارت دفاع جمهوری ارمنستان و وزارت فرهنگ جمهوری ارمنستان فعالیت می‌کند. وی همچنین برنده چهره فرهنگی شایسته جمهوری ارمنستان (۲۰۱۳) شده است.

## یادداشت
1. ↑  Հայաստանի Հանրապետության հանրային խորհրդի անդամներ
2. ↑  արվեստագիտության թեկնածու